# MONOЛИЗА
MONOЛИЗА — российская рок-группа, основанная 16 декабря 2007 года Елизаветой Костягиной в городе Санкт-Петербурге.

## История
История группы «MONOЛИЗА» началась в 2007 году с акустического дуэта автора-исполнителя Елизаветы Костягиной и пианиста Артёма Комиссарова. В декабре того же года был собран электрический состав, и сразу же группа приступила к записи своего первого альбома «StereoВыходКа» на студии «Сурганова и оркестр»
Также Елизавета является соавтором песен Светланы Сургановой, с которой общается с лета 2006 года. По состоянию на 2019 год совместно написано три песни: «Далеко», «Осенью» и «Время познаний». Песня «Далеко» вошла в альбомы обеих исполнительниц, но под разными названиями: у MONOЛИЗА она называется «Среди мёртвых и живых», и в тексте изменена одна строка.
В сентябре 2012 года MONOЛИЗА совместно с Владимиром Шахриным (группа «Чайф») презентовала клип на свою новую песню «Линии» в рамках социального проекта «АнтиСПИД».
С 2012 года группа MONOЛИЗА ежегодно принимает участие в рок-фестивале «Нашествие» в Большом Завидово в Тверской области, а также в петербургском фестивале «Окна открой»
В творческом багаже группы пять альбомов, записанных совместно с лейблами «CD-land», «Бомба-Питер» и «Media Land Company», «Союз»:
1. 2009 г. — «StereoвыходКа».
2. 2011 г. — «Навсегда». В записи альбома приняла участие Светлана Сурганова.
3. 2014 г. — «Линии». Средства на запись альбома были успешно собраны на проекте «Planeta.ru».
4. 2019 г. — «Ни черта». Группа много экспериментировала над данным альбомом.
5. 2025 г. — «Кит». Совместно с Фондом Защиты Китов.

MONOЛИЗА объездила с концертами большинство крупнейших городов России, ежегодно выступает на городских праздниках и Днях города по всей России.
14 июня 2023 года группа MONOЛИЗА приняла участие в Международном дне донора в Санкт-Петербурге, выступила перед врачами и пациентами в НИИ гематологии.
23 августа 2024 года на всех музыкальных платформах состоялась премьера песни «Кит», и группа «MONOЛИЗА» совместно с Фондом Защиты Китов запустила в большое плаванье социально-музыкальный проект «Кит». В рамках тура «Кит» коллектив активно освещал в своих социальных сетях проблемы китообразных и пути их решения, а также новости про спасательные операции Фонда. Зрители концертов в разных городах покупали значки с китами, часть вырученных средств передавалась на нужды Фонда.
Группа сняла 7 клипов, большинство из которых долгое время находились в ротации музыкальных каналов страны: 2009 г — «Мечта», 2011 г — «Когда», 2011 г — «Моя весна», 2012 г — «Линии», 2012 г — «Осенью» , 2013 г — «Космос», 2018 г — «Жуть»

## Работы в кино и театре
MONOЛИЗА работала в кино-проектах и даже в театральных постановках.
Песня «Когда» стала заглавным саундтреком к фильму «Два пистолета. Олимпиада грабителей», а в 2013 г. группа MONOЛИЗА стала композитором к новогоднему фильму «Тётушки», куда в качестве саундтрека вошли три песни — «Звездочеты», «Прекрасная жизнь» и «Под прицелами».
В 2014 г. группа совместно со Светланой Сургановой принимала участие в музыкальном спектакле «Плавание» по одноимённой поэме Шарля Бодлера (поставлен в петербургском ДК Ленсовета)

## Премии
24 марта 2010 года в клубе «Папанин» состоялась церемония награждения V Премии за заслуги в области музыки «Петербургский музыкант-2010». В номинации «Открытие года» победила группа MONOЛИЗА.

## Ротации
- 16 января 2010 песня «Мечта» была представлена на радио «MAXIMUM» в программе Александра Нуждина «Хит-парад двух столиц» в рубрике «Максимальный тест-драйв». Ротация песни на радио длилась три месяца.
- С 1 сентября 2010 года песня «Мечта» в ротации на радио «Маяк».
- 23 марта 2012 года в эфире «Нашего радио» стартовал первый радиосингл с альбома — «Моя весна»[9]. Премьеры одноимённой концертной программы состоялись весной в петербургском клубе «Jagger»[10], в московском «Б2»[11][12], в новосибирском «Rock City»[13].
- с 29 января 2018 песни «Осенью», «Линии» и «Моя весна» в ротации на теле-радио канале Страна fm
- с 20 августа 2018 песня «Ни черта» в премьерах на «Своё радио»
- с 15 февраля 2019 песни «Моя весна», «Жуть», «Ни черта» в ротации петербургского радио «Зенит»
- С 5 апреля 2019 песня «Ни черта» в ротации петербургского радио «Питер ФМ»

## Дискография
- 2008 — сингл «Из всех»[14]
- 2009 — альбом «StereoВыходКа»[15]
- 2011 — альбом «Навсегда»[16]
- 2014 — альбом «Линии»
- 11 ноября 2016 — премьера сингла «Жуть» (совместно со Светланой Сургановой, на стихи Кот Басё (Светлана Лаврентьева)
- 13 октября 2017 — сингл «И тени нет»
- 5 апреля 2018 — сингл «Ни черта»
- 9 апреля 2019 — альбом «Ни черта»
- 21 мая 2021 — сингл «Алтай»
- 28 января 2022 — сингл «Осколками»
- 17 марта 2023 — сингл «Карнизы»
- 23 августа 2024 — сингл «Кит»
- 19 апреля 2025 — альбом «Кит» — презентация прошла в Aurora Concert Hall (г. Санкт-Петербург)